# Мунтяну, Георгий Елисеевич
Георгий Елисеевич Мунтяну (рум. Gheorghe Munteanu; 31 октября 1934, Олишканы, Молдавия — 21 января 2018, Кишинёв, Молдавия) — советский и молдавский художник, преподаватель, кавалер ордена Почёта (2004), Народный артист Молдавии (2010), Мастер искусств Молдавии (1996).

## Биография
Родился 31 октября 1934 года в селе Олишканы, Орхейского уезда (ныне Шолданештский район) Бессарабии (ныне Молдавия). В 1952 году после окончания средней школы села Олишканы Георгий Мунтяну поступил в Республиканское Художественное училище им. И. Репина (ныне Республиканский художественный колледж им. А. Плэмэдялэ), который окончил с отличием в 1959 году. В 1964 году поступил в Киевский государственный художественный институт (ныне Национальная академия изобразительного искусства и архитектуры, на отделение монументальной живописи в мастерскую, которой руководил академик Татьяна Яблонская.

## Профессиональная деятельность
Сразу после окончания Республиканского Художественного училища им. И. Репина Георгий Мунтяну начал бурную преподавательскую деятельность сразу в четырёх учебных заведениях столицы Молдавии. В 1959—1960 годах стал первым преподавателем профильных дисциплин в Городской детской художественной школе им. Щусева, г. Кишинева. В 1960—1964 годах открыл филиал Городской детской художественной школы им. Щусева в Школе-интернат № 1, г. Кишинева и стал первым преподавателем профильных дисциплин в этой школе. В 1960—1964 годы основал и преподавал профильные дисциплины в городской вечерней художественной студии, г. Кишинева. А с 1959 по 1964 годы преподавал профильные дисциплины в Республиканском художественном училище им. Репина (ныне Республиканский художественный колледж им. А. Плэмэдялэ), г. Кишинёв.
После окончания Киевского государственного художественного института с 1970 по 1976 год он продолжил преподавать в Республиканском художественном училище им. Репина (ныне Республиканский художественный колледж им. А. Плэмэдялэ), г. Кишинёв.
В 1972 году вступил в Союз художников СССР.
С 1976 по 1980 — завуч Республиканской детской художественной школы-интернат им. И. Виеру, г. Кишинева. А с 1987 по 2009 годы преподаватель, зав. кафедрой, методист, зав. методическим кабинетом по профильным дисциплинам в Республиканском художественном колледже им. А. Плэмэдялэ, г. Кишинева.

## Персональные выставки
- 1958 — Севастополь, Украина[5];
- 1981, 1982, 2007 — Олишкань, Молдавия;
- 1985 — Данчень, Молдавия;
- 1986 — Машкауць, Молдавия;
- 1982, 1983 — Хородиште, Молдавия;
- 1970, 1975, 1993, 2000, 2004, 2006, 2007, 2009, 2014, 2015 — Кишинёв, Молдавия;
- 2015 — выставка в честь 80-летия художника[6].

## Групповые выставки
Национальные:
1963, 1964, 1966, 1971—1973, 1976—1978, 1981, 1983—1985, 1987, 1990—2015.
Всесоюзные:
1971—1973, 1977, 1981, 1983, 1984, 1986.
Передвижные:
1971—1973, 1975, 1986.
Международные:
Чехословакия (1966), Польша (1967), Турция (1995), Болгария (1974), Армения (1976), Венгрия (1994), Румыния (1991—2012).

## Монументальные произведения
Дом Культуры с. Ратуш, Криулень, Молдавия; Дворец Пионеров, Киев, Украина; средняя школа с. Борбоень, Ниспорень, Молдавия; винзавод с. Каня, Кантемир, Молдавия.

## Награды и заслуги
1996 — Мастер искусств Молдавии (1996);
1999, 2002, 2007 — высшая дидактическая категория;
2004 — Орден Почёта (2004);
2010 — Народный артист Молдавии (2010).

### Газеты
- Волохов А. На пороге творчества / А. Волохов. — Молодёжь Молдавии, 15.01.1959;
- Волохов А. Три парня / А. Волохов. — Молодежь Молдавии, 02.06.1959;
- Богнибов А. Молодые таланты / А. Богнибов. — Юный ленинец, 19.10.1960;
- Богнибов А. У художников-любителей / А. Богнибов. — Молдова сочиалистэ, 10 02.1960;
- Литманович Г. Портрет / Г. Литманович. — Культура Молдовы, 03.04.1964;
- Першина Е. Мозаика, Дворец пионеров / Е. Першина. — Киев: Молодая гвардия, 15.05.1969;
- Клима М. На старте / М. Клима. — Кадреле господэрией сэтешть, 18.12.1975;
- Цопа Е.  Идет художник по селу / Е. Цопа. — Юный ленинец, 19.07.1983;
- Клима М. Духовный свет наших современников / М. Клима. — Вяца сатулуй, 09.07.1983;
- Клима М. Яркие художественные кадры / М. Клима. — Тинеримя Молдовей, 09.05.1986;
- Стэвилэ Т. Вернисаж в Хородиште / Т. Стэвилэ. — Молдова сочиалистэ, 28.10.1987;
- Тамазлыкару Е. Древо жизни / Е. Тамазлыкару. — Literatura şi arta, 07.08.1997;
- Хоменко Р. Спасибо Украине! — говорят художники Молдовы / Р. Хоменко. — Столица, 18.08.2004;
- Хоменко Р. И адмирал его приметил / Р. Хоменко. — Столица, 24.10.2004;
- Галкина A. Практическая теория искусства / A. Галкина. — Независимая газета, 28.10.2004;
- Vrabie Gh. Pictura lui Gheorghe Munteanu / Gh. Vrabie. — Literatura şi arta, 01.05.2003;
- Calinin A. Gheorghe Munteanu: pictura, grafica, arta monumentala / A. Calinin. — Capitala, 23.10.2004;
- Pînzaru M. Gheorghe Munteanu, intre pictura, grafica, arta monumentala / M. Pînzaru. — Timpul de dimineata, 05.11.2004;
- Colesnic Iu. Una din cartile fundamentale / Iu. Colesnic. — Ora Satului, 05.11.2004;
- Popescu L. Ca o lectie a vietii, calea artistului Gh. Munteanu / L. Popescu. — Literatura si Arta, 06.01.2005;
- Ciobanu C. O intilnire cu arta adevarata / C. Ciobanu. — Faclia, 09.12.2006;
- Raileanu E. Gheorghe Munteanu — opreste timpul prin culoare / E. Raileanu. — Literatura si Arta, 26.04.2007;
- Ciobanu R. Omagiu profesorului iubit / R. Ciobanu. — Literatura si Arta, 29.10.2009;
- Alergus O. 75 de ani, dintre care 50 in slujba artei / O. Alergus. — Saptamina, 30.10.2009;
- Gheorghita E. Trimis de Dumnezeu pe pamint / E. Gheorghita. — Literatura si Arta, 20.10.2011;
- Мигулина T. Юбилей художника / T. Мигулина. — Экономическое обозрение, 18.07.2014;
- Braga T. Gheorghe Munteanu: maestru rarisim intru creativitate / T. Braga. — Literatura si Arta, 24.07.2014;
- Куликова Л. Реальный мир Георгия Мунтяну / Л. Куликова. — Панорама, 19.12.2014.

### Книги и каталоги
- Плешко Д. 40 лет молдавской пионерии / Д. Плешко. — Кишинев: Картя молдовеняскэ, 1962;
- Кузмина Б. Всегда начеку / Б. Кузмина. — В кн.: Каталог Советский художник, 1972;
- Кучеренко Г. Героизм в искусстве / Г. Кучеренко. — Искусство, № 11, 1973;
- Гольцов О. Художники Советской Молдавии / О. Гольцов. — М.: Каталог, 1978;
- Трачков С. Развитие высоких традиций в советском искусстве / С. Трачков. — Искусство, № 5, 1978;
- Vrabie Gh. Gheorghe Munteanu / Gh. Vrabie. — Atelier, N2 3-4, 2003;
- Спыну К. Творчество художника Георгия Мунтяну / К. Спыну. — Кишинев: Cartea Moldovei, 2004;
- Munteanu Gh. File din activitatea didactica a plasticianului Gheorghe Munteanu / Gh. Munteanu. — Chisinau, 2009;
- Stati L. Gheorghe Munteanu o viata in culori / L. Stati. — Vip Fashion, nr.4, 2009;
- Rocaciuc V. Artele plastice din Republica Moldova in contextul sociocultural al anilor 1940—2000 / V. Rocaciuc. — Chisinau: Atelier, 2011;
- Schirca Iu. Autoportret din intrebari si raspunsuri / Iu. Schirca. — Noi, nr.10, 2014;
- Календарь настенный Chisinau-2015, Municipiul Chisinau / in pictura / Gheorghe Munteanu, 2014.